# Love is all (Roger Glover & Guests)
Love is all is een single van Roger Glover & Guests. Door de getekende videoclip staat het nummer ook bekend als De zingende kikker. De stem van de kikker is die van Ronnie James Dio. Het nummer werd eerst op 8 november 1974 op single uitgebracht in het Verenigd Koninkrijk en Ierland. In maart 1975 volgde het Europese vasteland, in december dat jaar de VS en Canada en in juni 1978 Australië, Nieuw-Zeeland en Japan.

## Achtergrond
In 1973 stapte Glover uit de groep Deep Purple vanwege de werkdruk en de spanningen met Ritchie Blackmore. Hij sloot zich kort daarna aan bij een soloproject van zijn ex-collega Jon Lord. Lord wilde een rockopera baseren op het in 1973 verschenen prentenboek The Butterfly Ball and the Grasshopper’s Feast van het Brits schrijversduo Alan Aldridge en William Plomer. Dat prentenboek was op zijn beurt gebaseerd op het gelijknamige kindergedicht van Brits historicus William Roscoe uit 1802. Gedicht en boek gaan over een gemaskerd bal van kleine dieren. Dat was een prima basis voor een rockopera, vond Lord.
Lord had het echter te druk met Deep Purple, en Glover trok het project naar zich toe. Hij besloot een conceptalbum op te nemen. Hij vroeg bevriende muzikanten hem te helpen. Zo zong bassist Glenn Hughes het nummer Get ready (A2). Ex-collega David Coverdale zong Behind the smile (A8). John Lawton van Uriah Heep was te horen in Little chalk blue (B5). En Ronnie James Dio zong Sitting in a dream (A11), Love is all (B7) en Homeward (B8).
Toetsenist en componist Eddie Hardin schreef Love is all, naar een liedje uit het prentenboek: Love’s all you need. Verder dan het noemen van de titel ging het boek overigens niet. Wellicht kwam de inspiratie hiervoor van All you need is love van The Beatles.
Het conceptalbum verscheen in december 1974 in Nederland bij platenmaatschappij Emi-Bovema (catalogusnummer 5.C062.96026). In de zomer van 1975 bereikte het album nummer 10 in de LP Top 20.
De eerste single van het album werd Love is all. In thuisland het Verenigd Koninkrijk deed de single niet zoveel.
In Nederland werd de plaat op zaterdag 29 maart 1975 door de omroepen (behalve de TROS) verkozen tot de 211e Troetelschijf van de week op Hilversum 3 en werd een gigantische hit in de destijds twee landelijke hitlijsten op de nationale publieke popzender. De plaat bereikte in mei 1975 de nummer 1-positie in zowel de Nederlandse Top 40 (destijds uitgezonden door de TROS op de befaamde donderdag; De nationale donderdagmiddag gebeurtenis met dj Ferry Maat) als de Nationale Hitparade. Kennelijk hadden de Nederlanders en Belgen (Vlamingen) wel oren naar de vrolijke, uptempo melodie en de wals als brug in het midden. Misschien was de videoclip bij de plaat ook een belangrijke reden voor het enorme succes.
Glover vatte het plan op om een animatiefilm te maken van het conceptalbum maar de productie kwam niet verder dan een videoclip bij de single Love is all. In deze tekenfilm videoclip zong een kikker de plaat. Het Nederlandse popprogramma AVRO's Toppop zond deze videoclip in de lente van 1975 vaak uit op televisie (Nederland 1), waardoor de plaat als bijnaam kreeg: "De zingende kikker".
Ook in België bereikte de plaat de nummer 1-positie in zowel de voorloper van de Vlaamse Ultratop 50 als de Vlaamse Radio 2 Top 30. In Wallonië werd de 4e positie behaald.
In de Benelux haalde de single Love is all de gouden status (meer dan 100.000 verkochte exemplaren). Het was de eerste gouden plaat voor Dio, die naar verluidt de single zelf niet eens bezat. Dio zei daar in een interview in 1998 over: “Roger dacht dat ik de gelukkigste man op aarde zou zijn toen hij me de single overhandigde. Ik gaf ‘m onmiddellijk terug toen ik zag dat er Roger Glover And Guests op stond. Mijn naam werd niet eens genoemd. Ik had wel wat meer respect verwacht.” Op het label van sommige persingen van de single staat wel in het klein "feat. Ronnie DIO".
Love is all verscheen ook op EP bij Safari (catalogusnummer 1430). De andere nummers op deze EP waren Sitting in a dream, Little chalk blue en Homeward.
Door het succes van Love is all bracht de platenmaatschappij een oud succes van Glover (van Deep Purple) opnieuw uit: Child in Time. In september 1975 bereikte deze plaat opnieuw de top 10 in zowel Nederland als België (Vlaanderen).
Sinds de allereerste editie in december 1999 staat de plaat onafgebroken genoteerd in de jaarlijkse NPO Radio 2 Top 2000 van de Nederlandse publieke radiozender NPO Radio 2, met als hoogste notering tot nu toe een 407e positie in 2002.

## Hitnoteringen

### Nederlandse Top 40
| Positie | 29 | 13 | 4 | 2 | 1 | 1 | 1 | 2 | 3 | 6 | 14 | 24 | 40 | uit |

### Nationale Hitparade
| Positie | 23 | 10 | 5 | 2 | 2 | 1 | 1 | 2 | 3 | 5 | 14 | 30 | uit |

### Vlaamse Radio 2 Top 30
| Positie | 30 | uit | 6 | 4 | 2 | 2 | 1 | 1 | 1 | 8 | 8 | 16 | 15 | 24 | uit |

### NPO Radio 2 Top 2000
| Nummer met noteringen in de NPO Radio 2 Top 2000 | '99 | '00 | '01 | '02 | '03 | '04 | '05 | '06 | '07 | '08 | '09 | '10 | '11  | '12 | '13 | '14 | '15  | '16  | '17  | '18  | '19  | '20  | '21  | '22  | '23  | '24  |
| ------------------------------------------------ | --- | --- | --- | --- | --- | --- | --- | --- | --- | --- | --- | --- | ---- | --- | --- | --- | ---- | ---- | ---- | ---- | ---- | ---- | ---- | ---- | ---- | ---- |
| Love is all                                      | 447 | 561 | 505 | 407 | 481 | 813 | 829 | 662 | 891 | 683 | 961 | 646 | 1057 | 854 | 850 | 964 | 1048 | 1537 | 1499 | 1238 | 1338 | 1607 | 1651 | 1646 | 1662 | 1756 |

1. ↑  Een vetgedrukt getal geeft de hoogste notering aan.

## Trivia
- De melodie van Love is all werd in 1986 door de TROS in vertaalde vorm gebruikt als titelmelodie van het kinder televisieprogramma MiniStars.[1]